# مطبخ بلجيكي

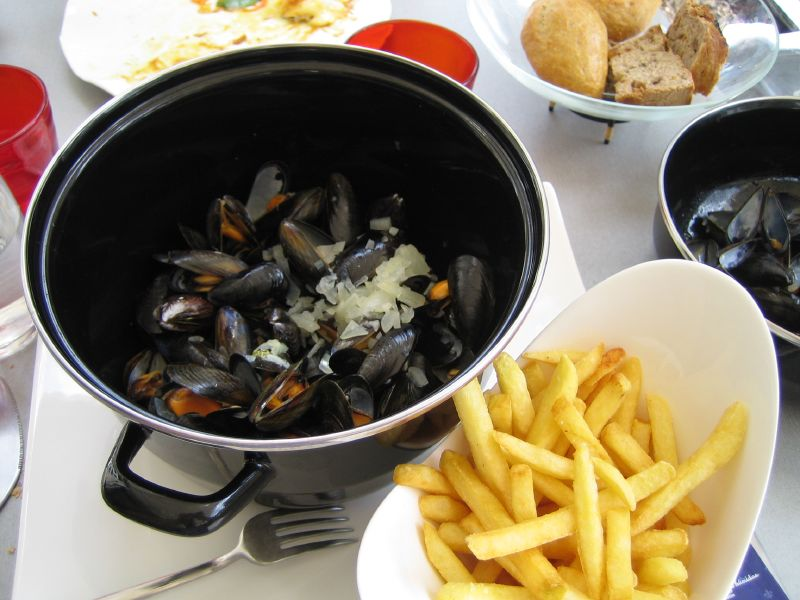
بلح البحر و بطاطا مقلية.

المطبخ البلجيكي (بالإنجليزية: Belgian cuisine)‏، هو مطبخ أوروبي، متَميِّز من نوعه في أوروبا، وهو واحد من المطابخ العالمية وذات الجودة العالية.
العديد من المطاعم البلجيكية تحتل المرتبة العالية يمكن العثور عليها في أدلة المطعم الأكثر نفوذًا، مثل دليل ميشلان. بلجيكا تشتهر البيرة، والشوكولاته، والفطائر المقلية مع المايونيز. خلافًا لاسمها، وأدعى المقلية قد نشأت في بلجيكا، على الرغم من أن المكان الدقيق منشئهم غير مؤكد. الأطباق الوطنية «شريحة لحم وبطاطس مع سلطة»، و«بلح البحر مع البطاطا المقلية».
العلامات التجارية من الشوكولاته البلجيكية وحلوى اللوز، مثل كوت أو، نيوهاوس، ليونايدس وجوديفا مشهورة، وكذلك المنتجين المستقلين مثل دفن وديل ري في أنتويرب وماري في بروكسل. بلجيكا تنتج أكثر من 1100 نوعا من البيرة. مرارا تقييما البيرة راهب من دير Westvleteren أفضل بيرة في العالم. أكبر البيرة في العالم من حيث الحجم هو انهيزر بوش InBev، ومقرها في لوفين.